# Baravāt
Baravāt (persiska: بروات) är en ort i Iran.   Den ligger i provinsen Kerman, i den sydöstra delen av landet, 1 000 km sydost om huvudstaden Teheran. Baravāt ligger 1 003 meter över havet och antalet invånare är 15 388.
Terrängen runt Baravāt är lite kuperad, och sluttar brant österut. Runt Baravāt är det glesbefolkat, med 14 invånare per kvadratkilometer. Närmaste större samhälle är Bam, 6,4 km nordväst om Baravāt. Trakten runt Baravāt är ofruktbar med lite eller ingen växtlighet.